# إستيفانيا بانيني
إستيفانيا بانيني (مواليد 21 يونيو 1990) هي لاعبة كرة قدم أرجنتينية تلعب كمهاجم في نادي أتلتيكو مدريد.

## روابط خارجية
- إستيفانيا بانيني على موقع الاتحاد الدولي (مؤرشف)  (الإنجليزية)
- إستيفانيا بانيني على موقع قاعدة بيانات كرة القدم.إي يو (الإنجليزية)
- إستيفانيا بانيني على موقع Soccerway.com (الإنجليزية)
- إستيفانيا بانيني على موقع عالم كرة القدم.نت (الإنجليزية)